# Championship Manager
Championship Manager (CM) er et fodboldmanagerspil til PC eller konsol udgivet siden 1992, hvori man simulerer at være træner for et givent fodboldhold.
Championship Manager blev som serie udviklet og udgivet af Eidos og Sports Interactive frem til 2004, men grundet de to firmaers uoverensstemmelser gik de to hver til sit. I dag laver Eidos stadig Championship Manager, mens Sports Interactive laver et lignende spil ved navn Football Manager.
I Championship Manager har man, som træner, både kontrol over holdopstilling, træning, spillerkøb og kontraktforhandlinger. Desuden styrer man udskiftninger og taktikændringer i løbet af kampene. Spillet varighed er ikke defineret ved en rum tid, men foregår over så lang tid som man selv har lyst til at spille. I løbet af den tid man spiller, stopper tidligere spillere og nye træder til.
| computerspil | Spire Denne computerspilsrelaterede artikel er en spire som bør udbygges. Du er velkommen til at hjælpe Wikipedia ved at udvide den. |